# 大谷裕明
大谷 裕明（おおたに ひろあき、1959年11月27日 - ）は、日本の実業家。YKK株式会社代表取締役社長。

## 人物・経歴
兵庫県出身。1982年甲南大学経済学部卒業、吉田工業（現YKK）入社。30年間中国事業を手がけた。2005年YKK深圳社長に就任。2011年上海YKKジッパー社長。2014年YKK取締役副社長ファスニング事業本部長。2017年からYKK代表取締役社長を務め、アジアでの事業展開の強化にあたった。